# Львовский завод телеграфной аппаратуры
Львовский завод телеграфной аппаратуры (укр. Львівський завод телеграфної апаратури) — прекратившее деятельность предприятие Львова.

## История

### 1946—1991
13 декабря 1944 года ЦК ВКП(б) и СНК СССР приняли постановление о индустриализации Львова, в соответствии с которым в апреле 1945 года ЦК КП(б)У и СНК УССР приняли постановление «О восстановлении и развитии промышленности, транспорта и городского хозяйства города Львова», предусматривавшее создание в городе завода телеграфной и телефонной аппаратуры.
В 1946 году во Львов прибыло оборудование Калужского электромеханического завода (во время войны эвакуированного в Саратов), в результате возник Львовский завод телефонно-телеграфной аппаратуры. В этом же году заводом была выпущена первая продукция: телефонные станции.
В дальнейшем, в сотрудничестве с ленинградским НИИ-778 завод освоил выпуск аппаратуры тональной и надтональной телеграфии, а с 1957 года освоил выпуск фототелеграфной аппаратуры.
В 1967 году на основе завода было создано Львовское производственное объединение имени 50-летия Великой Октябрьской Социалистической революции. В соответствии с приказом министра радиопромышленности СССР от № 732 от 26 декабря 1973 года в состав производственного объединения были включены Львовский завод телеграфной аппаратуры и СКБ «Фотон».
Расцвет предприятия пришелся на 1961—1990 годы, когда им руководил Михаил Вороненко, который ввёл на предприятии систему бездефектного труда. При нём число сотрудников ЛЗТА достигло 11 000 человек. Помимо телеграфной аппаратуры завод выпускал музыкальные проигрыватели под маркой «Феникс».

### После 1991
21 октября 1993 года государственный завод ЛЗТА был зарегистрирован как государственное предприятие «Львовский завод телеграфной аппаратуры». После чего между высокопоставленными лицами был произведен раздел предприятий города.. В 1994 году государственное предприятие ЛЗТА было преобразовано в открытое акционерное общество «Львовский завод телеграфной аппаратуры».
Вслед за этим, в 1994 году в помещения завода в пгт. Брюховичи была переведена Львовская областная реабилитационная больница.
В 1996 году завод был приватизирован, после чего положение предприятия ухудшилось. Началась распродажа помещений.
В августе 1997 года завод был включён в перечень предприятий, имеющих стратегическое значение для экономики и безопасности Украины.
В июле 1999 года в соответствии с распоряжением Кабинета министров Украины контрольный пакет акций завода (в размере 25 % + 1 акция) были закреплены в государственной собственности. Вслед за этим, весной 2001 года правительство разрешило Фонду государственного имущества Украины продажу 50 % акций предприятия.
В феврале 2002 года собственником 78 % акций завода (численность сотрудников которого в это время составляла 1370 человек) стала компания «Украинские промышленные телекоммуникации» (выкупившая их у ФГИУ за 2,2 млн. гривен).
25 декабря 2002 года на территории завода был открыт «Технопарк ЛЗТА», к началу ноября 2007 года значительная часть помещений завода была переоборудована в торгово-офисные помещения. Было заявлено, что главным достоинством нового здания был европейский подход в плане строительства..
Тем не менее, по состоянию на начало 2008 года, завод имел возможность выпускать:
- продукцию военного назначения (аппаратура тонального телеграфирования П-327-2, П-327-3, П-327-12 и ТТ-144; изделие АО-3029; комплекс П-161М; полевой бесшнуровой телефонный коммутатор П-193М2)[2]
- продукцию гражданского назначения

К началу 2008 года завод стал одним из крупнейших должников среди предприятий Львовской области. На 1 января 2008 года, общая сумма зарплатной задолженности составила 22,6 млн.грн.. Вступление Украины в ВТО в мае 2008 года и начавшийся в 2008 году экономический кризис ещё более осложнили положение завода. В результате, в 2008 году ЛЗТА прекратил работу, а производственные помещения были переоборудованы в офисный центр.
В 2012 году в соответствии с решением Львовского городского совета часть земельного участка ЛЗТА (площадью 1,34 га) была выделена под строительство автостанции.
В марте 2012 года завод представлял собой один из крупнейших торгово-офисных комплексов Львова, на территории предприятия были размещены около 200 фирм и компаний, склады, гаражи и супермаркет «Скриня».